# Chiesa di San Giacomo Apostolo (Trebaseleghe)
La chiesa di San Giacomo Apostolo è la parrocchiale di Fossalta, frazione di Trebaseleghe, in provincia di Padova e diocesi di Treviso; fa parte del vicariato di Camposampiero.

## Storia
La prima citazione di una chiesa a Fossalta, filiale della pieve di Trebaseleghe, risale al 1199. La chiesa fu poi riedificata nel XV secolo e consacrata il 28 ottobre 1505 dal vescovo della diocesi di Treviso Bernardo de' Rossi. Nel 1597 vennero aggiunte due cappelle laterali per ospitare gli altari della Beata Vergine Maria e della Vera Croce. Nel 1616 ne fu costruita una terza, per ospitare l'altare di San Carlo. Nel 1713 l'edificio venne restaurato. All'inizio del XIX secolo la chiesa venne completamente ristrutturata ed abbellita per volere del parroco don Paolo Zancanaro. La parrocchiale fu costruita su progetto del padovano Giovanni Landini tra il 1925 ed il 1931 perpendicolarmente a quella precedente, alcune parti della quale vennero inglobate nel nuovo edificio. La consacrazione fu celebrata il 22 ottobre 1936 dal vescovo di Treviso Antonio Mantiero. Nel 1973 venne realizzato il nuovo pavimento in marmo.

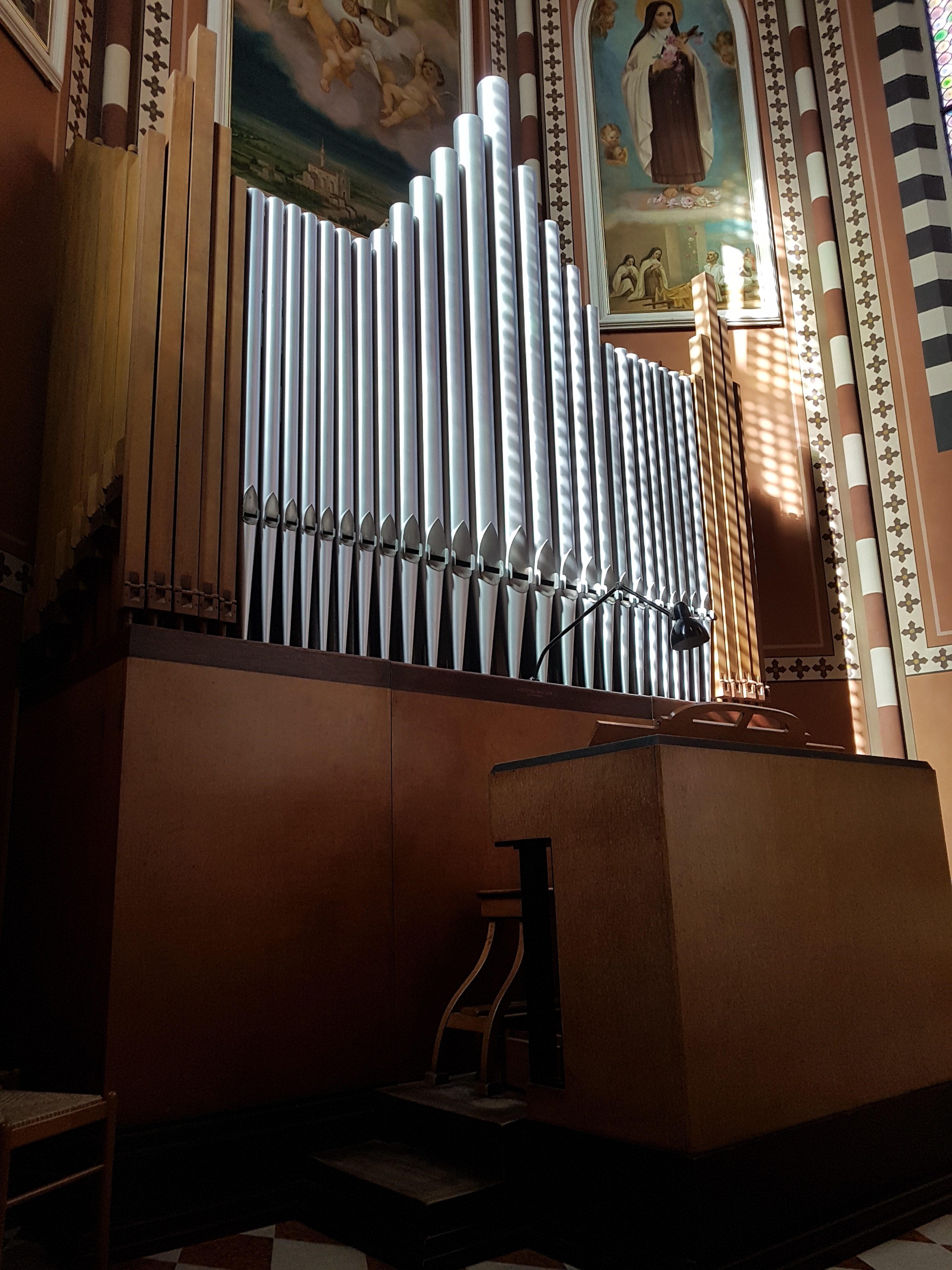
Organo Mascioni

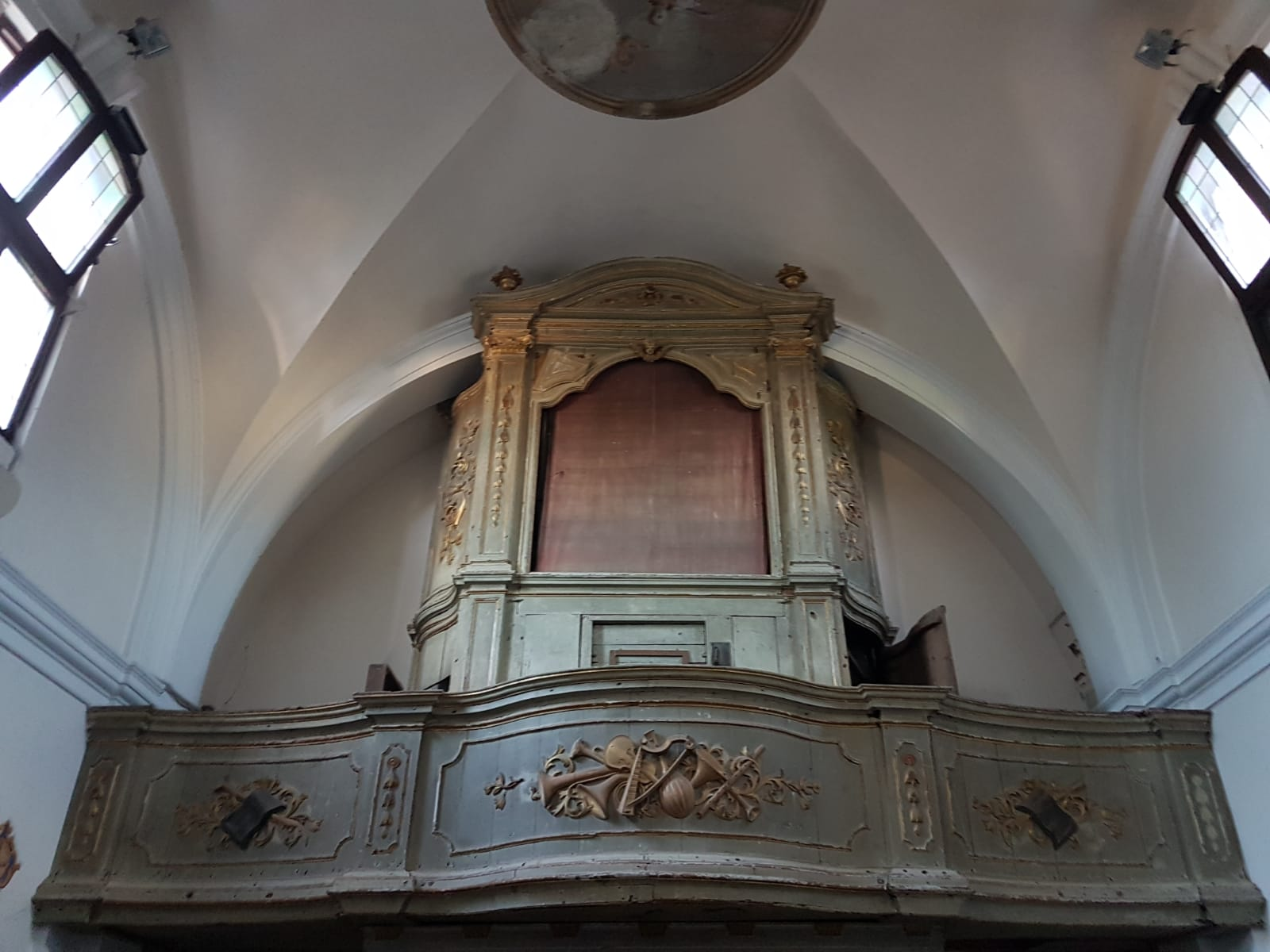
Organo Callido

## Descrizione

### Chiesa nuova

#### Esterno
La facciata principale ha pinnacoli e archetti a sesto acuto, ampio rosone sostenuto da colonnine e protiro a otto colonne, finestre lunghe e strette ai lati. Le facciate laterali composte da tre finestre binate, due cappelle poligonali, ingresso centrale, sono scandite da paraste verticali e cornice sommitale ad archi a sesto acuto in mattoni a vista. Il presbiterio e l'abside parzialmente visibili sono in mattoni a vista.

#### Interno
All'interno è composta da un'unica ampia navata a pianta rettangolare, con due entrate laterali e una principale centrale. Su ogni parete si intervallano cinque archi di forma ogivale, in pietra tenera di Nanto. Tutt'intorno corre un cornicione a corona, da dove inizia il soffitto a botte, a grandi vele con profili tondi in altorilievo. Al centro delle lunette definite dai profili della volta, si intervallano su ogni parete tre bifore e due dipinti murali di figure dei quattro evangelisti. Il soffitto del presbiterio è una volta a crociera sostenuta ai quattro angoli da lesene multiple sui quali poggiano due archi gotici. Su quello retrostante, è addossata una semicupola, divisa in vele da un profilo tondo che parte dal centro dell'arco e si apre a raggiera. Ai lati due lunghe e strette finestre sono rilevate da una larga fascia perimetrale dipinta e striata.

##### Altari
A sinistra ci sono gli altari di Sant'Antonio da Padova e di San Giuseppe mentre a destra la cappella della Beata Vergine e di San Carlo Borromeo. Gli altari di destra vengono dalla vecchia chiesa mentre quelli di sinistra provengono dalla vecchia chiesa dei Santi Pietro e Paolo di Camposampiero.

##### Organo Mascioni
L'organo Mascioni di Fossalta risale al 1933 anno in cui venne esposto a Roma per la Mostra d'Arte Sacra. Il reverendo di allora, don Angelo Dametto, data la necessità di un nuovo organo per la nuova chiesa chiese alla ditta il consenso per l'acquisto. L'organo vanta 2 tastiere e 10 registri , ed è posto dietro l'altare maggiore.

### Chiesa vecchia

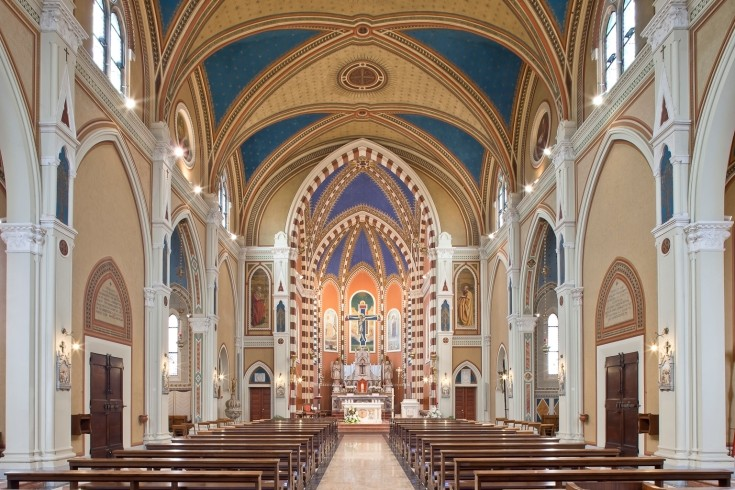
Interno della chiesa arcipretale.

La vecchia chiesa era in stile romanico a pianta latina ed era divisa in quattro parti; il portico penitenziale, la sala, il presbiterio e l'abside. Il portico originariamente aveva due arcate che poi diventarono tre con l'aggiunta della terza dopo la demolizione del vecchio campanile. Interessanti sono gli affreschi eseguiti tra il 1518 e il 1772 e ritrovati nel 1938. La sala era a un'unica navata ed era larga circa 8 metri. Il presbiterio, insieme al portico e a l'abside, sono le uniche parti rimaste integre dopo la costruzione della nuova chiesa. Dentro si conservano ancora l'organo Callido, l'altare maggiore con la sua pala, diversi dipinti e gli stalli lignei del 1875. Nel 1927 la sala fu parzialmente demolita per fare spazio al presbiterio della nuova chiesa e parte del materiale fu riusato per le fondamenta della chiesa nuova.

#### Organo Callido
Nella chiesetta è anche presente un organo, anch'esso acquistato da don Zancanaro, nel 1807. Non è un organo qualunque, bensì un Callido, uno fra i più pregiati a livello nazionale. È uno dei 430 costruiti dall'organaro Gaetano Callido, di Venezia in 44 anni di attività. Allora venne comprato per ₤.1.950 (lire), ma dopo continui restauri e la cantoria venne a essere una spesa considerevole per la parrocchia, ed è inutilizzato, visto che non si celebra più nella cappellina.

### Campanile
Il campanile primario venne costruito tra il 1510 e il 1520 all'incirca e si trovava dove c'è la terza arcata del portico penitenziale. Avrebbe avuto base quadrata di 2,5m e altezza di circa 22m e contente du campane di modeste dimensioni. Secondo le ricostruzioni avrebbe dovuto assomigliare al campanile della Parrocchiale di Vigonza. Venne demolito tra il 1770 e il 1783, dopo che dal 1773 si iniziò la costruzione di quello nuovo, che fu ultimato nel 1784. La cuspide fu ricostruita nel 1876. Si presenta in classico stile neoclassico con sei piani oltre alla cella campanaria. È alto circa 42 metri. 

#### Restauri
Nel 1989 fu malamente restaurato e rischiò di andare perso l'antico orologio meccanico (del 1810), ma si persero "solo" i pesi. Nel primo piano ci sono i due cilindri per la ricarica dei pesi dell'orologio. Nel Luglio 2022 si sono cominciati i lavori di restauro partendo dalla rimozione delle campane dopo più di cento anni poiché erano molto compromesse a tal punto da richiederne un attento restauro presso una officina specializzata. I lavori si sono conclusi a metà 2023.

#### Campane
Il concerto campanario presente in cella campanaria è formato da 3 campane in scala diatonica maggiore di Fa3 crescente alla veronese manuale più un campanello in Fa4 a slancio manuale, fuse da fonderie ed in epoche diverse: 
| Campana    | Nota nominale | Anno | Fonderia                             | Foto       |
| ---------- | ------------- | ---- | ------------------------------------ | ---------- |
| 1^         | Fa3 crescente | 1933 | Cavadini di Verona                   | Campana 1° |
| 2^         | Sol3          | 1850 | Daciano Colbachini e Figli di Padova | Campana 2° |
| 3^         | La3           | 1850 | Daciano Colbachini e Figli di Padova | Campana 3° |
| campanello | Fa4           | 1817 | Daciano Colbachini e Figli di Padova | Campanello |

La campana grande è una rifusione della precedente fusa dalla Fonderia Colbachini di Padova nel 1850. Si crepò nel 1926 con il forte scampanio per festeggiare il fallito attentato a Mussolini.
La campana mezzana viene suonata ogni martedì dopo i rintocchi del mezzogiorno per ricordare il passaggio di Sant'Antonio da Padova a Fossalta.
La campana piccola presenta una saldatura eseguita nel 1952 in seguito ad una piccola crepa. Questa campana annuncia la morte di un bambino.